# The Broken Kilometer
The Broken Kilometer est une installation créée en 1979 par Walter De Maria, située à New York, aux États-Unis.

## Caractéristiques
The Broken Kilometer (littéralement « Le Kilomètre Brisé ») est située au 393 West Broadway, dans le quartier new-yorkais de SoHo. L'œuvre consiste en 500 barres de laiton polies, de section ronde et de dimensions identiques : 2 m de long pour 5 cm de diamètre. Mises bout-à-bout, elle mesureraient 1 km. L'ensemble des barres pèse 18,75 t.
Les barres occupent une grande pièce unique du bâtiment où elles sont installées. Elles sont organisées en cinq rangées parallèles de 100 barres chacune. Dans chaque rangée, l'écart entre deux barres successives n'est pas constant : il augmente de 5 mm à chaque fois. Si les deux premières barres sont distantes de 80 mm, les deux dernières sont écartées de 580 mm. L'ensemble mesure environ 15 m de large sur 40 m de long.

## Historique
The Broken Kilometer est une commande de la Dia Art Foundation au plasticien américain Walter De Maria et est créée en 1979. Il s'agit d'une œuvre liée à une commande précédente de De Maria en 1977, The Vertical Earth Kilometer à Cassel en Allemagne, où un tige de laiton de diamètre, longueur totale et poids identiques est insérée dans le sol.
L'œuvre est ouverte au public de façon continue et gratuitement depuis son installation.